# Supercopa de España 1992
La Supercopa de España 1992 è stata la nona edizione della Supercoppa di Spagna.
Si è svolta nell'ottobre e nel novembre 1992 in gara di andata e ritorno tra il Barcellona, vincitore della Primera División 1991-1992, e l'Atlético Madrid, vincitore della Coppa del Re 1991-1992.
A conquistare il titolo è stato il Barcellona che ha vinto la gara di andata a Barcellona per 3-1 e quella di ritorno a Madrid per 2-1.

## Partecipanti
| Squadre         | Qualificazione                             | Partecipazioni precedenti (il grassetto indica la vittoria) |
| --------------- | ------------------------------------------ | ----------------------------------------------------------- |
| Barcellona      | Vincitore della Primera División 1991-1992 | 5 (1983, 1985, 1988, 1990, 1991)                            |
| Atlético Madrid | Vincitore della Coppa del Re 1991-1992     | 2 (1985, 1991)                                              |

## Tabellini

### Andata
| Arbitro: | Ansuátegui Roca |

|                                 |           |              |
| Salinas 64’ Begiristain 73’ 85’ | Marcatori | 16’ Ferreira |

| Barcellona | Atlético Madrid |

| Barcellona:     |    |                        |     |     |
|                 |    |                        |     |     |
| P               | 1  | Andoni Zubizarreta (c) |     |     |
| D               | 2  | Albert Ferrer          |     |     |
| D               | 3  | Miguel Ángel Nadal     |     |     |
| D               | 7  | Jon Andoni Goikoetxea  |     |     |
| C               | 5  | Guillermo Amor         | 28’ |     |
| C               | 4  | Eusebio Sacristán      |     |     |
| C               | 6  | José Mari Bakero       |     | 65’ |
| C               | 11 | Richard Witschge       |     |     |
| A               | 10 | Michael Laudrup        |     | 46’ |
| A               | 9  | Julio Salinas          |     |     |
| A               | 8  | Hristo Stoičkov        |     |     |
| A disposizione: |    |                        |     |     |
| P               | 12 | Carles Busquets        |     |     |
| D               | 14 | Juan Carlos            |     |     |
| D               | 15 | Pablo Alfaro           |     |     |
| C               | 17 | Josep Guardiola        |     | 46’ |
| A               | 16 | Txiki Begiristain      |     | 65’ |
| Allenatore:     |    |                        |     |     |
| Johan Cruijff   |    |                        |     |     |

| Atlético Madrid: |    |                    |     |     |
|                  |    |                    |     |     |
| P                | 1  | Abel Resino        |     |     |
| D                | 2  | Tomás Reñones      |     |     |
| D                | 5  | Roberto Solozábal  |     |     |
| D                | 4  | Juan Manuel López  | 90’ |     |
| D                | 3  | Patxi Ferreira     | 14’ |     |
| D                | 7  | Pedro              |     |     |
| C                | 11 | Carlos Aguilera    |     | 56’ |
| C                | 6  | Donato             |     |     |
| C                | 8  | Juan Vizcaíno      |     |     |
| A                | 9  | Gabriel Moya       |     |     |
| A                | 10 | Paulo Futre (c)    |     | 66’ |
| A disposizione:  |    |                    |     |     |
| P                | 12 | Ángel Jesús Mejías |     |     |
| C                | 13 | Antonio Acosta     |     |     |
| C                | 14 | Alfredo            |     | 56’ |
| A                | 15 | Manuel Alfaro      |     |     |
| A                | 16 | Luis García        |     | 66’ |
| Allenatore:      |    |                    |     |     |
| Luis Aragonés    |    |                    |     |     |

### Ritorno
| Arbitro: | Marín López |

|            |           |                              |
| Manolo 30’ | Marcatori | 21’ Begiristain 57’ Stoičkov |

| Atlético Madrid | Barcellona |

| Atlético Madrid: |   |                    |     |     |
|                  |   |                    |     |     |
| P                | 1 | Abel Resino        |     |     |
| D                |   | Tomás Reñones      |     |     |
| D                |   | Donato             |     |     |
| D                |   | Roberto Solozábal  |     |     |
| D                |   | Pedro              |     | 65’ |
| C                |   | Carlos Aguilera    |     |     |
| C                |   | Juan Vizcaíno      |     |     |
| C                |   | Manolo             |     |     |
| C                |   | Antonio Orejuela   |     |     |
| A                |   | Gabriel Moya       |     | 82’ |
| A                |   | Paulo Futre (c)    | 50’ |     |
| A disposizione:  |   |                    |     |     |
| P                |   | Ángel Jesús Mejías |     |     |
| D                |   | Juan Manuel López  |     |     |
| C                |   | Alfredo            |     |     |
| A                |   | Manuel Alfaro      |     | 65’ |
| A                |   | Juan Sabas         |     | 82’ |
| Allenatore:      |   |                    |     |     |
| Luis Aragonés    |   |                    |     |     |

| Barcellona:     |    |                        |     |     |
|                 |    |                        |     |     |
| P               | 1  | Andoni Zubizarreta (c) |     |     |
| D               | 2  | Albert Ferrer          | 70’ |     |
| D               | 4  | Ronald Koeman          |     |     |
| D               | 9  | Jon Andoni Goikoetxea  |     |     |
| C               | 7  | Josep Guardiola        | 75’ | 78’ |
| C               | 3  | Miguel Ángel Nadal     |     |     |
| C               | 5  | Guillermo Amor         |     |     |
| C               | 6  | José Mari Bakero       |     | 59’ |
| A               | 10 | Michael Laudrup        |     |     |
| A               | 11 | Txiki Begiristain      |     |     |
| A               | 8  | Hristo Stoičkov        | 2’  |     |
| A disposizione: |    |                        |     |     |
| P               |    | Carles Busquets        |     |     |
| D               |    | José Ramón Alexanko    |     | 78’ |
| D               |    | Juan Carlos            |     | 59’ |
| C               |    | Richard Witschge       |     |     |
| A               |    | Julio Salinas          |     |     |
| Allenatore:     |    |                        |     |     |
| Johan Cruijff   |    |                        |     |     |